# Front Range Urban Corridor

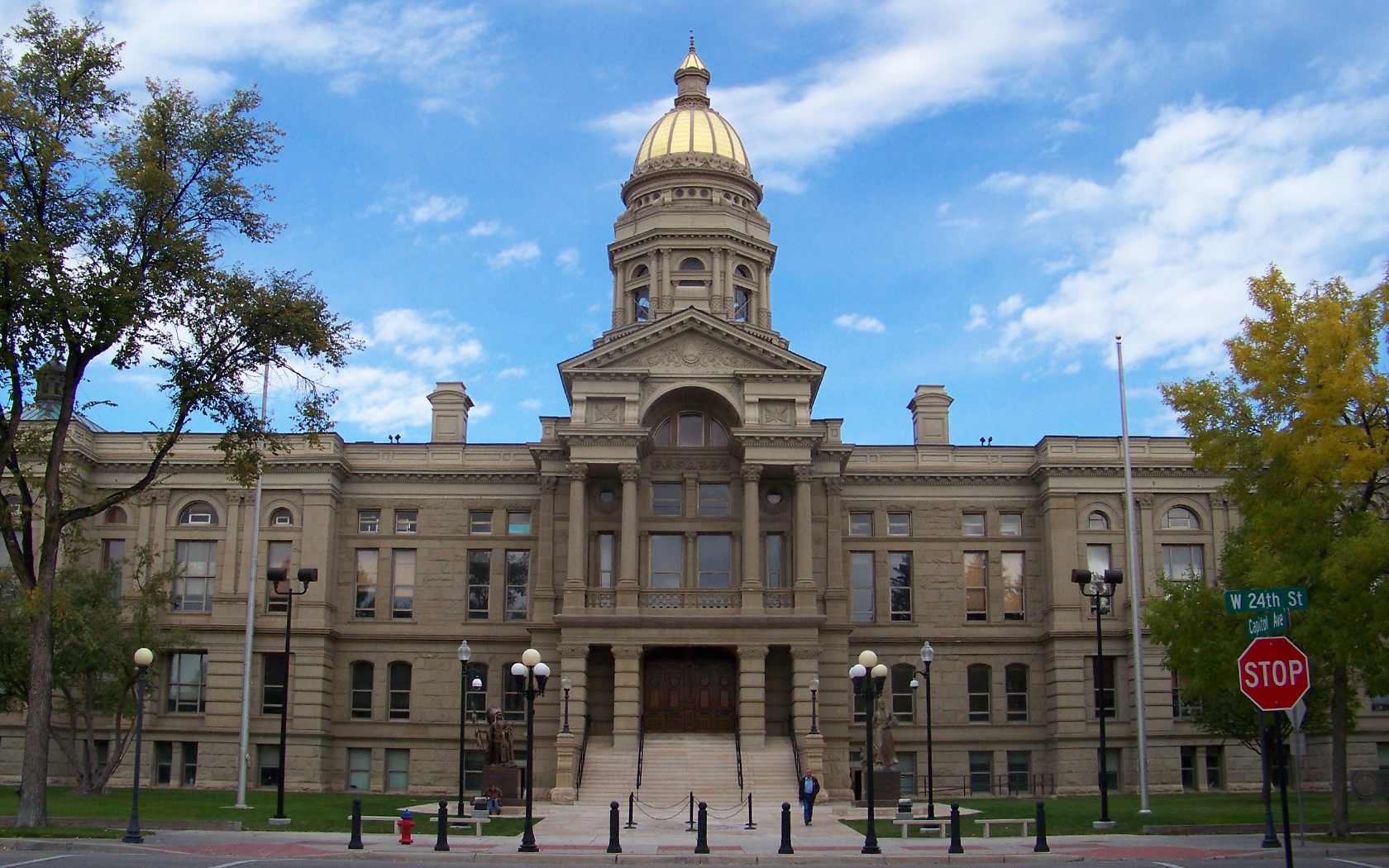
Campidoglio di Cheyenne, in Wyoming

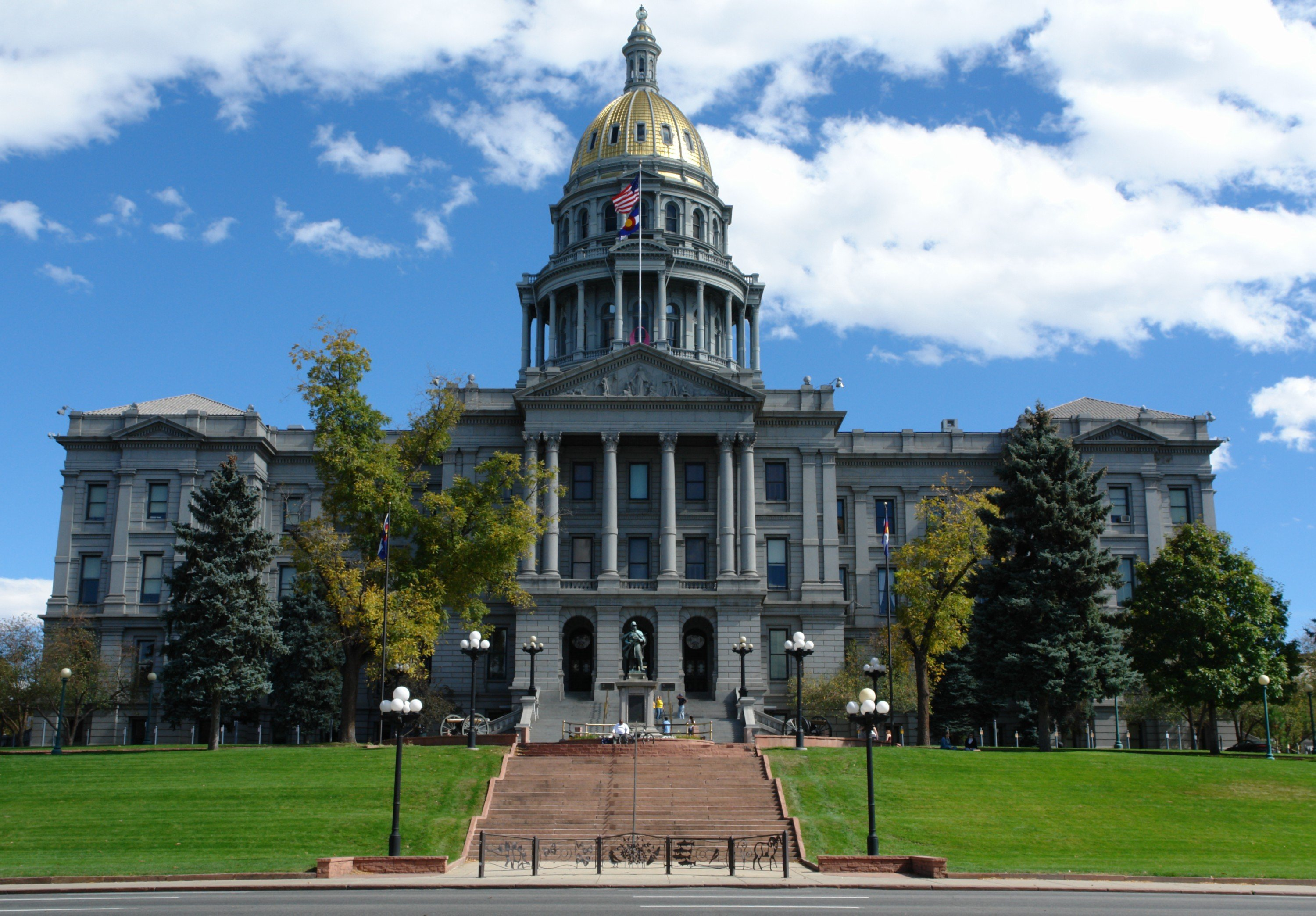
Campidoglio di Denver, in Colorado

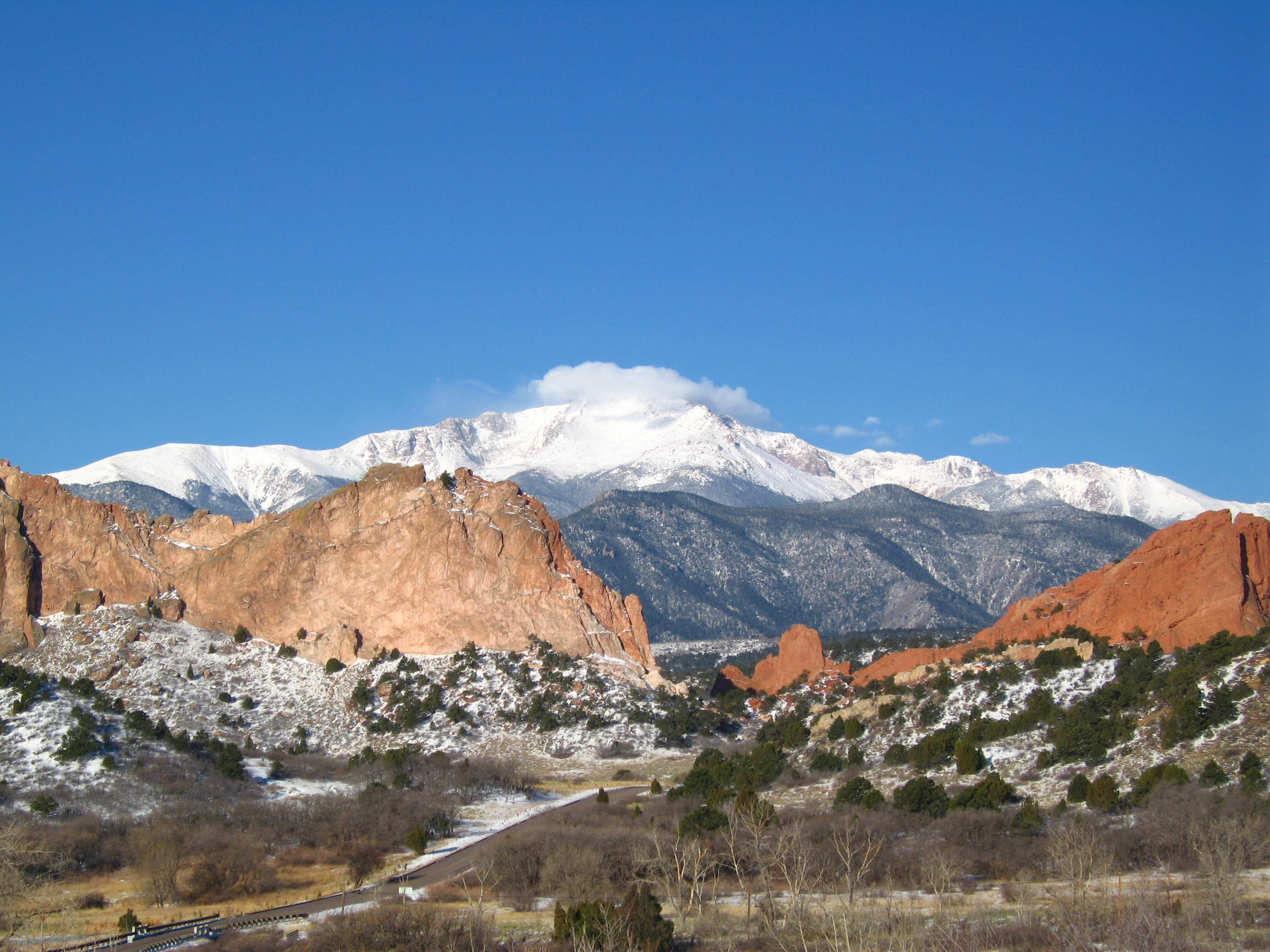
Pikes Peak visto dal Garden of the Gods a Colorado Springs

Il Front Range Urban Corridor è una lunga regione urbana situata lungo il versante orientale delle Montagne Rocciose meridionali, e ricomprende 18 contee degli stati del Colorado e del Wyoming. Il corridoio deriva il proprio nome dal Front Range, la catena montuosa che definisce il confine occidentale della regione, e che rappresenta il punto di accesso alle Montagne Rocciose. La regione comprende la porzione nord del fronte meridionale delle Montagne Rocciose, che a sua volta comprende la parte sud dell'area geografica del fronte delle Montagne Rocciose, tra Canada e Stati Uniti d'America. Il Front Range Urban Corridor conta una popolazione di 5 055 344 persone secondo il censimento del 2020, con un incremento del 16,65% rispetto al censimento del 2010.
La principale arteria della regione è l'Interstate 25; vi sono state molte proposte riguardo a una linea ferroviaria, ma nessuna si è concretizzata, anche se i progetti sono in corso.

## Estensione

Cartina del Front Range Urban Corridor in Colorado e Wyoming. In blu: Wyoming sud-orientale; in rosso: Colorado centro-settentrionale; in verde: Colorado centro-meridionale

Il Front Range Urban Corridor si estende per circa 200 miglia da Pueblo, in Colorado, andando verso nord lungo la I-25, fino a Cheyenne, in Wyoming, ed include l'area metropolitana di Denver-Aurora-Lakewood, l'Area metropolitana di Colorado Springs, l'area metropolitana di Boulder, l'area metropolitana di Fort Collins, l'area metropolitana di Greeley, l'area metropolitana di Pueblo e l'area metropolitana di Cañon City in Colorado, oltre all'area metropolitana di Cheyenne in Wyoming. Il corridoio comprende tre sottoregioni primarie: il Colorado centro-meridionale, il Colorado centro-settentrionale e l'area metropolitana di Cheyenne
L'influenza del corridoio si estende ben oltre i suoi confini definiti; le Pianure Orientali, il Nebraska Panhandle e la contea di Albany nel Wyoming, tra le altre aree, sono legate economicamente al corridoio, anche se non ne vengono considerate parte.
La definizione inclusa qui non viene utilizzata per il più grande fronte meridionale delle Montagne Rocciose, una delle 11 megaregioni degli Stati Uniti d'America; l'area della megaregione è più estesa, si estende verso sud da Pueblo lungo la I-25 ed entra nel Nuovo Messico, comprendendo Albuquerque e Santa Fe, e racchiudendo anche il Wasatch Front nello Utah, distanti centinaia di chilometri dal cuore del corridoio.

## Contee
| Posizione al 2020 | Contea      | Stato | Censimento 2020 | Variazione sul 2010 | Area (km2) | Principale area metropolitana | Regione               |
| ----------------- | ----------- | ----- | --------------- | ------------------- | ---------- | ----------------------------- | --------------------- |
| 1                 | El Paso     | CO    | 730 395         | 17,38%              | 5 517      | Colorado Springs              | Centro-meridionale    |
| 2                 | Denver      | CO    | 715 522         | 19,22%              | 401        | Denver-Aurora-Lakewood        | Centro-settentrionale |
| 3                 | Arapahoe    | CO    | 655 070         | 14,52%              | 2 214      | Denver-Aurora-Lakewood        | Centro-settentrionale |
| 4                 | Jefferson   | CO    | 582 910         | 9,05%               | 2 005      | Denver-Aurora-Lakewood        | Centro-settentrionale |
| 5                 | Adams       | CO    | 519 572         | 17,66%              | 3 067      | Denver-Aurora-Lakewood        | Centro-settentrionale |
| 6                 | Larimer     | CO    | 359 066         | 19,84%              | 6 822      | Fort Collins                  | Centro-settentrionale |
| 7                 | Douglas     | CO    | 357 978         | 25,40%              | 2 183      | Denver-Aurora-Lakewood        | Centro-settentrionale |
| 8                 | Boulder     | CO    | 330 758         | 12,29%              | 1 917      | Boulder                       | Centro-settentrionale |
| 9                 | Weld        | CO    | 328 981         | 30,12%              | 10 404     | Greeley                       | Centro-settentrionale |
| 10                | Pueblo      | CO    | 168 162         | 5,72%               | 6 211      | Pueblo                        | Centro-meridionale    |
| 11                | Laramie     | WY    | 100 512         | 9,56%               | 6 962      | Cheyenne                      | Sud-orientale         |
| 12                | Broomfield  | CO    | 74 112          | 32,61%              | 88         | Denver-Aurora-Lakewood        | Centro-settentrionale |
| 13                | Fremont     | CO    | 48 939          | 4,52%               | 3 973      | Cañon City                    | Centro-meridionale    |
| 14                | Elbert      | CO    | 26 062          | 12,89%              | 4 794      | Denver-Aurora-Lakewood        | Centro-settentrionale |
| 15                | Teller      | CO    | 24 710          | 5,82%               | 1 448      | Colorado Springs              | Centro-meridionale    |
| 16                | Park        | CO    | 17 390          | 7,31%               | 5 726      | Denver-Aurora-Lakewood        | Centro-settentrionale |
| 17                | Clear Creek | CO    | 9 397           | 3,40%               | 1 026      | Denver-Aurora-Lakewood        | Centro-settentrionale |
| 18                | Gilpin      | CO    | 5 808           | 6,75%               | 388        | Denver-Aurora-Lakewood        | Centro-settentrionale |
| Totale            | 18 contee   |       | 5 055 344       | 16,65%              | 25 153     |                               |                       |

## Città
Le città superiori ai 50 000 abitanti che si trovano nel Front Range Urban Corridor sono:
1. Denver, 715 522 ab.
2. Colorado Springs, 478 961 ab.
3. Aurora, 386 261 ab.
4. Fort Collins, 169 810 ab.
5. Lakewood, 155 984 ab.
6. Thornton, 141 987 ab.
7. Arvada, 124 402 ab.
8. Westminster, 116 317 ab.
9. Pueblo, 111 876 ab.
10. Greeley, 108 795 ab.
11. Centennial, 108 418 ab.
12. Boulder, 108 250 ab.
13. Longmont, 98 885 ab.
14. Loveland, 76 378 ab.
15. Broomfield, 74 112 ab.
16. Castle Rock, 73 158 ab.
17. Cheyenne, 65 132 ab.
18. Commerce City, 62 418 ab.
19. Parker, 58 512 ab.